# هربرت رادلی
هربرت رادلی (انگلیسی: Herbert Rudley; ۲۲ مارس ۱۹۱۰ – ۹ سپتامبر ۲۰۰۶) هنرپیشه اهل ایالات متحده آمریکا بود.
از فیلم‌ها یا برنامه‌های تلویزیونی که وی در آن نقش داشته‌است می‌توان به دالاس، آبه لینکلن در ایلینوی، راپسودی در بلو، راهپیمایی آفتابی، شیرهای جوان، ژاندارک، جام نقره، دوباره عاشق شدن و ماهیگیر بزرگ اشاره کرد.